# Palila
De palila (Loxioides bailleui) is een zangvogel uit de familie Fringillidae (vinkachtigen). De vogel werd in 1877 geldig beschreven door de Franse ornitholoog Émile Oustalet. Het is een ernstig bedreigde, endemische vogelsoort op het eiland Hawaï.

## Kenmerken
De vogel is gemiddeld 19 cm lang, voor een vink een vrij grote vogel, met een korte afgeronde snavel. Het mannetje heeft een goudgele kop en borst. Rond het oog zit een zwarte vlek als een klein masker, de snavel is donker. De buik is verder wit. De vleugels en de staart zijn donker, met brede goudkleurige randen. De vogel lijkt een beetje op de ingevoerde Mozambiquesijs (Serinus mozambicus) maar die is kleiner, heeft meer tekening op de kop en is helemaal geel van onder met ook een gele stuit.

## Verspreiding en leefgebied
Deze soort is endemisch op het eiland Hawaï waar het leefgebied zich bevindt in bossen op de hellingen van de vulkaan de Mauna Kea op hoogten tussen de 2000 en 3000 m boven de zeespiegel. Daar is de vogel vooral afhankelijk van de zaden van de mamane (Sophora chrysophylla), een struikvormige boom uit de vlinderbloemenfamilie.

## Status
De palila heeft een zeer klein verspreidingsgebied en daardoor is de kans op uitsterven aanwezig. De grootte van de populatie werd in 2016 door BirdLife International geschat op 1000 tot 2500 volwassen individuen en de populatie-aantallen nemen af. Hoofdoorzaak is een periode van droogte die in 2003 begon, waardoor de zaadproductie enorm is afgenomen. Daarnaast treedt aantasting van het leefgebied op door overbegrazing door ingevoerde hoefdieren, predatie door verwilderde huiskatten en is er concurrentie om rupsen (als voer voor de vinken) met ingevoerde parasitaire sluipwespen. Om deze redenen staat deze soort als ernstig bedreigd (kritiek) op de Rode Lijst van de IUCN.